# Leda Milewa
Leda Milewa (bułg.  Леда Милева, ur. 5 lutego 1920 w Sofii, zm. 5 lutego 2013 tamże) – bułgarska poetka, dramaturżka, tłumaczka, dyplomatka.
Autorka ponad 30 zbiorów poezji dla dzieci, teatralnych i słuchowisk, przetłumaczonych na wiele języków. Jest także autorem artykułów na temat literatury, tłumaczeń i międzynarodowej współpracy kulturalnej; tłumacz na język bułgarski poezji amerykańskiej, brytyjskiej i afrykańskiej.

## Życiorys
Jej ojcem był znany bułgarski poeta, Geo Milew. Leda ukończyła amerykańską szkołę w Sofii w 1938. W 1940 ukończyła studium nauczycielskie. W latach 1938–1941 studiowała na Wydziale Prawa Uniwersytetu Sofijskiego im. św. Klemensa z Ochrydy.
Po II wojnie światowej (1944–1951) była kierowniczką sekcji dziecięco-młodzieżowej Bułgarskiego Radia. W latach 1951–1956 wydawczyni i redaktorka pism „Narodna mładeż” i „Byłgarski pisateł”. 1966-1970 dyrektor generalny Bułgarskiej Telewizji Narodowej. Od 1970 do 1972 była zastępczynią szefa działu prasowego i współpracy kulturalnej bułgarskiego Ministerstwa Spraw Zagranicznych, po czym do 1978 roku stałym przedstawicielem Bułgarii w UNESCO. 1960-1980 wiceprezes i prezes bułgarskiego PEN Clubu. 1979-1989 Przewodnicząca Związku Tłumaczy Bułgarii. Założycielka i redaktorka naczelna (1980-1991) magazynu literatury obcej Panorama.
Zmarła 5 lutego 2013 w Sofii na raka.

## Nagrody i odznaczenia
- 1959 – Order Cyryla i Metodego I stopnia
- 1970 – Order Ludowa Republika Bułgarii
- 2006 – Order Stara Płanina I stopnia
- 2008 – Nagroda Konstantina Konstantinowa